# Мон-Моди
Мон-Моди (фр. Mont Maudit) — вершина в массиве Монблан на границе Франции, регион Рона, и Италии, провинция Валле-д’Аоста. Высота 4465 метров над уровнем моря. До конца XVIII века вершина и её второстепенный пик были известны под общим названием Montagne Maudite, что в переводе на русский язык означает Проклятая гора.

## История восхождений

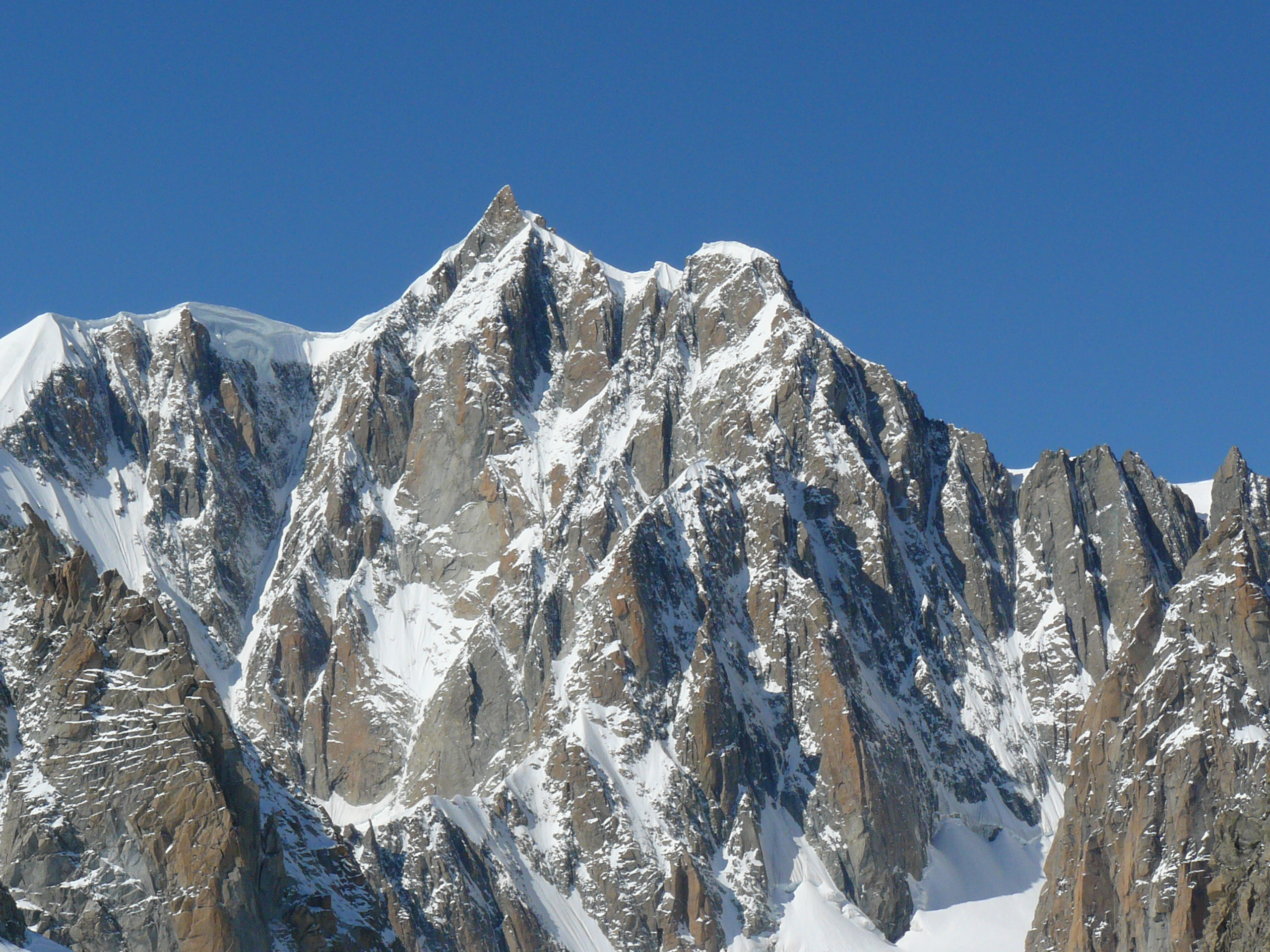
Юго-восточная стена Мон-Моди

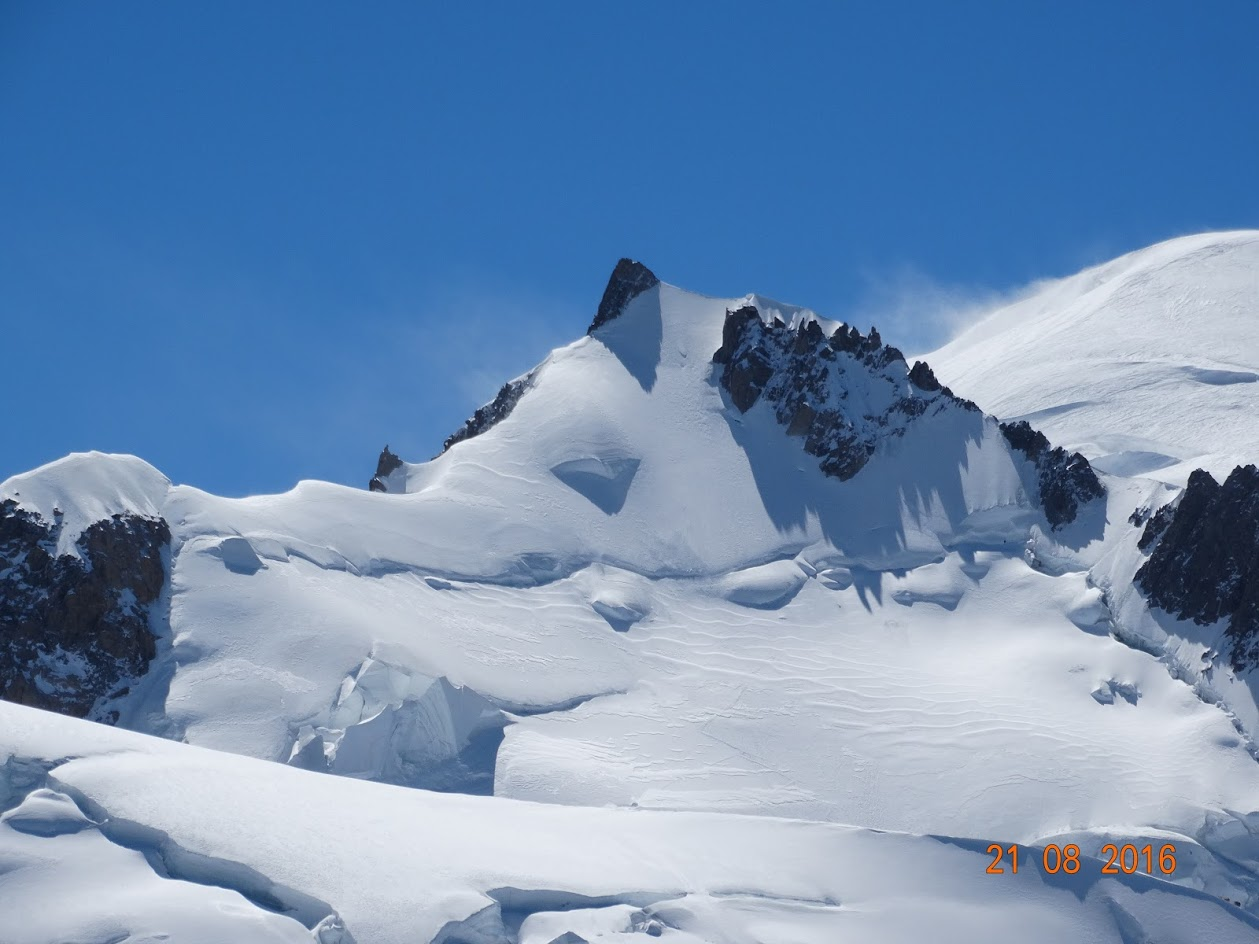
Мон-Моди (вид с Эгюий дю Миди)

Первое восхождение на Мон-Моди было совершено британцами Г. С. Кингом и У. Э. Дэвидсоном с проводниками Й. Йауном и Й. вон Бергеном 12 сентября 1878 года. Их маршрут пролегал по южному хребту и был частью восхождения на Монблан по маршруту Коридор (Corridor route).
Южная сторона вершины значительно круче, чем пологие снежные склоны северной стороны, и включает в себя хорошо известный юго-восточный хребет (также известный как хребет Куффнера). Этот маршрут был впервые пройден Морицем вон Куффнером с проводниками А. Бургенером и Й. Фуррером 2 — 4 июля 1887 года. Дж. Мэллори, в группе, возглавляемой Р. Л. Г. Ирвингом, совершил третье восхождение по этому маршруту в 1911 году.

## Происшествия
- 2012 год. 12 июля 2012 года как минимум 9 альпинистов — 3 из Великобритании, 2 из Швейцарии, 2 из Германии и 2 из Испании — погибли в результате схода лавины во время утреннего восхождения из приюта Refuge des Cosmiques[2][3]. 9 других альпинистов были доставлены в больницу с травмами. Лавина сошла в 5 утра, в то время, когда альпинисты начали восхождение по самому популярному, но опасному, маршруту. Эрик Фурнье, мэр Шамони, описал лавину как одно из самых смертоносных событий последних лет. Он утверждал, что «прогноз погоды не предвещал никаких вероятностей схода лавин»[2][4].

## Приюты
- Refuge des Cosmiques (3613 метров, открыто в феврале-октябре);
- Abri Simond Bivouac (ниже Refuge des Cosmiques и открыто зимой);
- Rifugio Torino (3322 метра и 3375 метров, 2 хижины: нижняя, более старая, и верхняя, новая; между собой соединены туннелем);
- Bivacco Alberico e Brogna (3679 метров, также известен как Bivouac de la Fourche).